# Коливальні реакції
Колива́льні реа́кції або хімі́чний годи́нник — складна суміш реагуючих хімічних сполук, в якій концентрація одного або більше компонентів демонструє періодичні зміни, або де відбуваються раптові зміни характеристик після передбачуваного часу прояву індукції. Це клас реакцій, які є прикладом нерівноважної термодинаміки і результатом яких є утворення нелінійного осцилятора. Ці реакції важливі для теорії хімії, оскільки показують, що у хімічних реакціях домінування рівноважної термодинаміки необов'язково.
Якщо один з реагентів має видимий колір, перетин межі концентрації може призводити до раптової зміни кольору у повторюваних проміжках часу. Прикладами хімічних годинників є реакції Бєлоусова — Жаботинського, Бріггса — Раушера, Брея — Лібавського (англ. Bray-Liebhafsky reaction) та йодового годинника (англ. iodine clock reaction, також — реакція Ландольта). Концентрація продуктів та реагуючих елементів коливальних хімічних систем може бути оцінена у термінах затухаючих коливань.

## Історія
Найбільш раннє наукове свідчення, що реакції можуть коливатись, було зустрінуто сильним скептицизмом. У 1828 році Густав Фехнер оприлюднив звіт про коливання у хімічних системах; він описав електрохімічну комірку, яка виробляла осцилюючий струм. У 1899 року Вільгельм Оствальд спостерігав коливання (зменшення та збільшення) рівня розчинення хрому у кислоті. Обидві ці системи були гетерогенні та у 19-му сторіччі вважалось, що гомогенні коливальні системи не існують. Перші теоретичні дискусії про них датуються бл. 1910 року, але систематичне дослідження коливальних (осцилюючих) хімічних реакцій та більш широкої галузі нелінійної хімічної динаміки встановилось у середині 1970-х рр.

## Теорія
Хімічні системи не можуть коливатися довкола позиції фінальної хімічної рівноваги, оскільки такі коливання порушили б друге начало термодинаміки. Якщо термодинамічна система не у рівновазі, це начало вимагає, щоб система наближалась до рівноваги, а не віддалялась від неї. Для закритої системи при постійній температурі та тиску існує термодинамічна вимога, щоб вільна енергія Гіббза постійно зменшувалась, а не коливалась. Однак можливе коливання концентрацій деяких інтермедіатів та коефіцієнту утворення продуктів.
Теоретичні моделі осцилюючих реакцій досліджувались хіміками, фізиками та математиками. У коливальній системі реакція зі зростанням енергії може йти принаймні двома різними способами, і реакція періодично переключається з одного способу в інший. При цьому в одному способі певний інтермедіат виробляється, а у другому — поглинається, а концентрація цього інтермедіату запускає процес зміни способу. Коли концентрація інтермедіату є низькою, реакція відбувається способом його створення, що збільшує концентрацію інтермедіату; коли його концентрація є високою, реакція відбувається способом поглинання інтермедіату.
Для цього типу реакцій були створені різні теоретичні моделі, у тому числі рівняння Лотки-Вольтерри, Брюсселятор (англ. Brusselator) та Орегонатор. Останній був створений для симуляції реакції Бєлоусова — Жаботинського.

## Типи

### Реакція Бєлоусова— Жаботинського

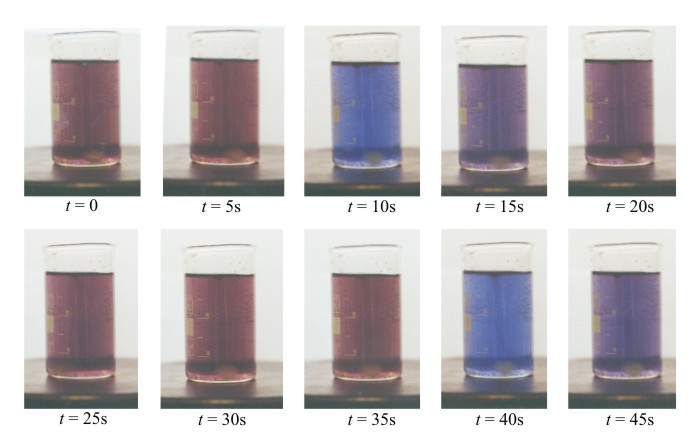
Розмішана суміш компонентів реакції Бєлоусова — Жаботинського демонструє зміни кольору з часом

Реакція Бєлоусова — Жаботинського є однією з декількох відомих осцилюючих хімічних системи, чиїм спільним елементом є включення брому та кислоти. Необхідним аспектом цієї реакції є так звана «збуджуваність» — розвиток патернів під впливом стимулів у середовищі, яке за інших умов повністю спокійне. Деякі хімічні годинники, такі як реакція Бріггса — Раушера та реакція Бєлоусова — Жаботинського при використанні біпіридилу рутенію як каталізатора можуть бути збуджені під дією світла у самоорганізовану активність.
Борис Бєлоусов вперше помітив десь у 1950-х, що у суміші бромату калію, сульфату церію(IV), малонової кислоти та лимонної кислоти у розведеній сульфатній кислоті коливається співвідношення концентрацій іонів церію(IV) та церію(III), що спричиняє циклічну зміну кольору розчину між жовтим та безбарвним. Причиною цієї зміни є перетворення під дією малонової кислоти іонів церію(IV) на іони церію(III), які потім окисуюються назад в іони церію(IV) під дією іонів бромату(V).

### Реакція Бріггса— Раушера
Реакція Бріггса — Раушера часто використовується для демонстрації коливальних реакцій через візуально вражаючі зміни кольорів: щойно зроблений розчин є безбарвним, потім повільно набуває бурштинового кольору, після чого раптово змінює колір на темно-синій. Темно-синій розчин повільно стає знову безбарвним і процес повторюється (у найбільш популярній формулі — близько 10 циклів).

### Реакція Брея–Лібавського
Реакція Брея–Лібавського — це хімічний годинник, вперше описаний В. Ч. Бреєм 1921 року окисненням йоду до йодату:
5H2O2 + I2 → 2IO3− + 2H+ + 4H2O
та відновленням йодату назад у йод:
5H2O2 + 2IO3− + 2H+ → I2 + 5O2 + 6H2O